# Segnaletica digitale

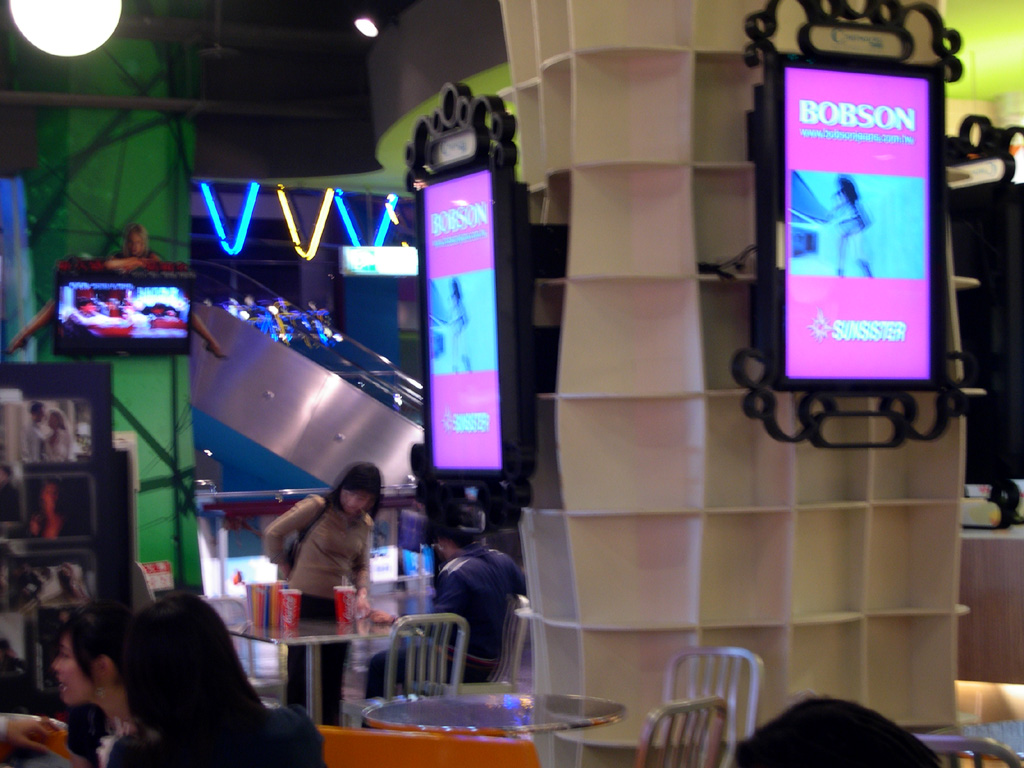
Segnaletica digitale nel Warner Village Cinemas di Taipei

La segnaletica digitale o digital signage (anche nota come videoposter o cartellonistica digitale) è una forma di comunicazione di prossimità sul punto vendita o in spazi pubblici aperti o all'interno di edifici, i cui contenuti vengono mostrati ai destinatari attraverso schermi elettronici o videoproiettori appositamente sistemati in luoghi pubblici.

## Caratteristiche

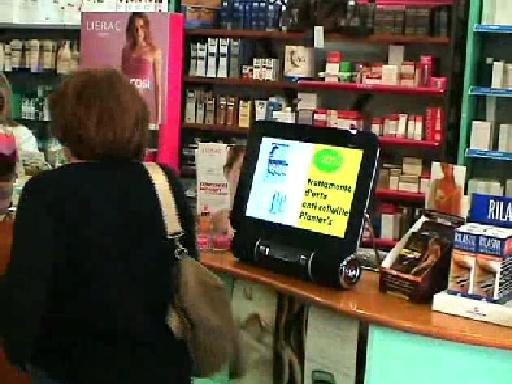
Digital signage in farmacia

Le peculiarità del digital signage sono sostanzialmente: 
- la possibilità di modificare i contenuti in maniera dinamica
- l'obiettivo di far ricevere un messaggio in un luogo specifico in un tempo specifico.

Le caratteristiche di questa forma pubblicitaria offrono un maggior rapporto qualità/prezzo ( sul medio/lungo termine ) rispetto all'investimento in tradizionali cartelloni stampati in caso di un suo utilizzo in ambito pubblicitario. e la sua malleabilità permette di trasformare in pochi istanti uno spazio pubblicitario in diverse applicazioni. Secondo i dati di InfoTrend uno schermo con un'immagine animata incrementa il tasso di attenzione del 400% rispetto ad un'immagine statica, se lo associamo alla vetrina di un negozio, oltre ad aumentare l'attenzione, sempre secondo InfoTrend, la percentuale di ingresso nel negozio aumenta del 32,8%.
Il contenuto mostrato su schermi per cartellonistica digitale può spaziare dal semplice testo ad immagini statiche arrivando fino a video in movimento con o senza audio.
Alcune reti di digital signage sono comparabili ad un canale televisivo dal contenuto sia di intrattenimento che informativo, intercalato da segmenti pubblicitari.
È possibile creare contenuti audiovisivi multimediali (da semplici bacheche a scorrimento fino a video poster), che appaiono su LCD, schermi al plasma o vengono videoproiettati, trasformandosi in comunicazioni qualitativamente paragonabili a quelle televisive. 
I contenuti possono essere gestiti da programmi applicativi, attraverso un personal computer o altre apparecchiature, permettendo al singolo o al gruppo di lavoro di modificare in remoto il contenuto, normalmente via internet o LAN, in maniera veloce ed efficiente.

## Esempi di utilizzi del digital signage
- Informativi: fornire informazioni sui voli, sul meteo o sui tempi di attesa per il prossimo treno (per migliorare l'efficienza della comunicazione in aeroporti, stazioni ferroviarie o metropolitana).
- Promozionali: all'interno di negozi o centri commerciali, si possono presentare più efficacemente gli sconti per i soci, i saldi, le offerte e le promozioni in corso.
- Enfatizzare l'Esperienza del cliente (User Experience): attraverso la dimostrazione della preparazione di una ricetta in un ristorante.
- Influenzare il comportamento del cliente: creando una segnaletica digitale che orienti il cliente verso differenti aree di un centro commerciale, aumentandone il tempo di permanenza
- Retail design: come nel centro Niketown (della Nike, Inc.) dove il digital signage in forma video è usato per creare una storia attorno al marchio.

## Digital signage in Italia
Seppur in ritardo rispetto alle tendenze internazionali, d'oltremanica e d'oltreoceano, il digital signage sta nascendo e crescendo anche in Italia. Ad oggi l'applicazione è fortemente richiesta dai gestori della farmacie, che trovandosi sempre più in competizione con nuove realtà nate dopo la parziale liberalizzazione del mercato, richiedono sempre più mezzi innovativi per comunicare e veicolare la fidelizzazione del cliente. Si stanno muovendo verso questa forma di comunicazione anche altri settori come la Grande distribuzione organizzata, le agenzie di viaggio e le aziende di franchising in genere che, secondo le stime fornite dall'esperienza fatta negli Stati Uniti, trarrebbero un considerevole aumento di fatturato nei punti vendita stessi dove sono installati sistemi di digital signage.